# Pociuikî, Popilnea
Pociuikî (în ucraineană Почуйки) este o comună în raionul Popilnea, regiunea Jîtomîr, Ucraina, formată numai din satul de reședință.

## Demografie
Componența lingvistică a comunei Pociuikî
     Ucraineană (98,87%)
     Alte limbi (1,14%)
Conform recensământului din 2001, majoritatea populației comunei Pociuikî era vorbitoare de ucraineană (98,87%), existând în minoritate și vorbitori de alte limbi.